# Demoxepam
O demoxepam é um fármaco derivado dos benzodiazepínicos e um metabólito do clorodiazepóxido. Possui propriedades anticonvulsivantes e, possivelmente, compartilha outras propriedades farmacológicas características das benzodiazepinas.

## Síntese
O demoxepam é utilizado como um intermediário na síntese do oxazepam; também é usado em uma das rotas de sínteses do medazepam. O demoxepam pode ser considerado análogo à síntese de clorodiazepóxido, com a exceção de que, em vez da metilamina, o íon hidróxido serve como sua base, embora o hidróxido não seja usado na etapa de ciclodesidratação.[carece de fontes?]

Síntese do demoxepam